# Chu kỳ kinh tế

Bốn pha của chu kỳ kinh doanh

Chu kỳ kinh tế, còn gọi là chu kỳ kinh doanh (Tiếng Anh: Business cycle), là sự biến động của GDP thực tế theo trình tự bốn pha lần lượt là suy thoái, khủng hoảng, phục hồi và hưng thịnh (bùng nổ). Cũng có quan điểm coi pha phục hồi là thứ yếu nên chu kỳ kinh doanh chỉ gồm hai pha chính là suy thoái và hưng thịnh (hay mở rộng).
Biến động chu kỳ kinh tế thường được đặc trưng bởi những biến động và suy thoái chung trong một loạt các biến số kinh tế vĩ mô. Các giai đoạn mở rộng / suy thoái riêng lẻ xảy ra với thời lượng và cường độ thay đổi theo thời gian. Thông thường, chu kỳ của chúng có phạm vi rộng từ khoảng 2 đến 10 năm (cụm từ kỹ thuật "chu kỳ ngẫu nhiên" thường được sử dụng trong thống kê để mô tả loại quá trình này.)
Có rất nhiều nguyên nhân dẫn đến chuyển động của chu kỳ kinh tế như sự thay đổi nhanh chóng và đáng kể của giá dầu hoặc sự thay đổi trong tâm lý người tiêu dùng ảnh hưởng đến chi tiêu tổng thể trong nền kinh tế vĩ mô và do đó đầu tư và lợi nhuận của các công ty. Thông thường những nguồn như vậy không thể dự đoán trước và có thể được xem như những "cú sốc" ngẫu nhiên theo mô hình chu kỳ, như đã xảy ra trong các cuộc khủng hoảng tài chính 2007–2008 hoặc đại dịch COVID-19 . Trong những thập kỷ qua, các nhà kinh tế và thống kê đã học được rất nhiều điều về sự biến động của chu kỳ kinh tế bằng cách nghiên cứu chủ đề này từ nhiều khía cạnh khác nhau.

## Lịch sử

### Học thuyết:
Công trình đầu tiên có hệ thống về các cuộc khủng hoảng kinh tế , đối lập với lý thuyết hiện có về cân bằng kinh tế , là thuyết Nouveaux Principes d'économie politique năm 1819 của Jean Charles Léonard de Sismondi .
Trước thời điểm đó, kinh tế học cổ điển đã phủ nhận sự tồn tại của các chu kỳ kinh tế, đổ lỗi cho chúng do các yếu tố bên ngoài, đặc biệt là chiến tranh, hoặc chỉ nghiên cứu về dài hạn. Sismondi đã được minh oan trong Cuộc khủng hoảng năm 1825 , đây là cuộc khủng hoảng kinh tế quốc tế không thể chối cãi đầu tiên, xảy ra trong thời bình.

### Phân loại (theo thời kỳ):
Năm 1860, nhà kinh tế học người Pháp Clément Juglar lần đầu tiên xác định các chu kỳ kinh tế dài từ 7 đến 11 năm, mặc dù ông thận trọng không tuyên bố bất kỳ sự đều đặn cứng nhắc nào.  Khoảng tuần hoàn này cũng phổ biến, như một phát hiện thực nghiệm, trong các mô hình chuỗi thời gian cho các chu kỳ ngẫu nhiên trong dữ liệu kinh tế.
Về sau , nhà kinh tế học Joseph Schumpeter đã lập luận rằng một chu kỳ Juglar có bốn giai đoạn:
1. Mở rộng (tăng sản lượng và giá cả, lãi suất thấp)
2. Khủng hoảng (sàn giao dịch chứng khoán sụp đổ và nhiều công ty phá sản xảy ra)
3. Suy thoái (giảm giá và sản lượng, lãi suất cao)
4. Phục hồi (cổ phiếu phục hồi do giá cả và thu nhập giảm)

Mô hình Juglar của Schumpeter liên kết sự phục hồi và thịnh vượng với sự gia tăng năng suất, niềm tin của người tiêu dùng , tổng cầu và giá cả.
Vào thế kỷ 20, Schumpeter và những người khác đã đề xuất một kiểu định dạng các chu kỳ kinh tế theo tính tuần hoàn của chúng, để một số chu kỳ cụ thể được đặt theo tên của những người phát hiện hoặc đề xuất chúng:
- Chu kỳ kiểm kê Kitchin từ 3 đến 5 năm (sau Joseph Kitchin)
- Chu kỳ đầu tư cố định của Juglar từ 7 đến 11 năm (thường được xác định là "chu kỳ kinh tế"). Cần có nhiều khoảng thời gian thay vì một khoảng thời gian cố định để nắm bắt các biến động của chu kỳ kinh tế, có thể được thực hiện bằng cách sử dụng nguồn ngẫu nhiên hoặc không thường xuyên như trong khung kinh tế lượng hoặc thống kê
- Chu kỳ đầu tư cơ sở hạ tầng của Kuznets từ 15 đến 25 năm (theo tên của Simon Kuznets - còn được gọi là "chu kỳ xây dựng")
- Làn sóng Kondratiev hay chu kỳ công nghệ dài từ 45 đến 60 năm (theo tên nhà kinh tế học Liên Xô Nikolai Kondratiev )

### Những lần chu kỳ kinh tế diễn ra trong lịch sử:
Trong suốt giai đoạn từ 1870 đến 1890, đã có những sự gia tăng lớn về năng suất , sản xuất công nghiệp và sản phẩm bình quân đầu người thực tế, bao gồm cả cuộc Suy thoái kéo dài và hai cuộc suy thoái khác. Cũng có sự gia tăng đáng kể về năng suất trong những năm dẫn đến cuộc Đại suy thoái. Cả hai cuộc Suy thoái kéo dài và Đại khủng hoảng (Long and Great Depressions) đều được đặc trưng bởi tình trạng dư thừa công suất và sự bão hòa của thị trường.
Trong suốt thời kỳ kể từ cuộc Cách mạng Công nghiệp, tiến bộ công nghệ đã có tác động lớn hơn nhiều đến nền kinh tế so với bất kỳ biến động nào về tín dụng hoặc nợ, ngoại lệ chính là cuộc Đại suy thoái, gây ra sự suy giảm kinh tế nhiều năm. Hệ quả của tiến bộ công nghệ có thể được nhìn thấy bằng sức mua của một giờ làm việc trung bình, đã tăng từ 3 đô la năm 1900 lên 22 đô la năm 1990, tính bằng đô la 2010.
Đã có những cuộc khủng hoảng thường xuyên xảy ra ở châu Âu và châu Mỹ trong thế kỷ 19 và nửa đầu thế kỷ 20, cụ thể là giai đoạn 1815–1939. Thời kỳ này bắt đầu từ khi kết thúc cuộc chiến tranh Napoléon năm 1815, ngay sau đó là cuộc suy thoái Hậu Napoléon ở Vương quốc Anh (1815–1830), và đỉnh điểm là cuộc Đại suy thoái 1929–1939, dẫn đến Thế chiến thứ hai.
Trong Thời kỳ Vàng của Chủ nghĩa Tư bản (những năm 1945 / 50–1970), và giai đoạn 1945–2008 không trải qua một cuộc suy thoái toàn cầu cho đến cuộc suy thoái Cuối những năm 2000. Chính sách ổn định kinh tế sử dụng chính sách tài khóa và chính sách tiền tệ dường như đã làm giảm bớt sự dư thừa tồi tệ nhất của chu kỳ kinh tế, và sự ổn định tự động do các khía cạnh ngân sách của chính phủ cũng giúp giảm thiểu chu kỳ ngay cả khi các nhà hoạch định chính sách không có hành động tỉnh táo.
Nhiều khu vực khác nhau đã trải qua những đợt suy thoái kéo dài , nghiêm trọng nhất là cuộc khủng hoảng kinh tế ở các nước Khối Đông Âu cũ sau khi Liên Xô kết thúc vào năm 1991. Đối với một số nước trong số này, giai đoạn 1989–2010 là giai đoạn suy thoái liên tục, với thu nhập thực tế vẫn thấp hơn trong 1989.  Điều này không được cho là do mô hình chu kỳ, mà là do sự chuyển đổi được quản lý sai từ nền kinh tế chỉ huy sang nền kinh tế thị trường

## Các pha của chu kỳ kinh tế

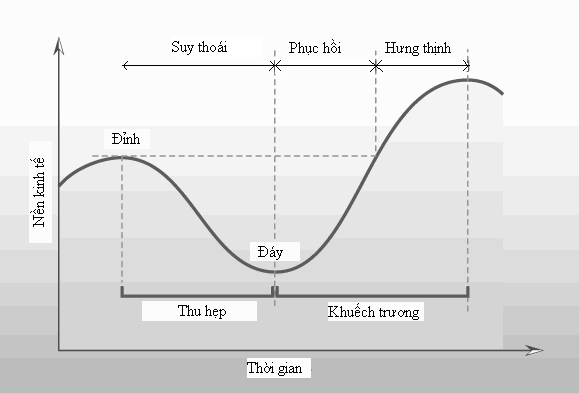
Chu kỳ kinh tế

- Suy thoái là pha trong đó GDP thực tế giảm đi. Ở Mỹ và Nhật Bản, người ta quy định rằng, khi tốc độ tăng trưởng GDP thực tế mang giá trị âm suốt hai quý liên tiếp thì mới gọi là suy thoái.
- Phục hồi là pha trong đó GDP thực tế tăng trở lại bằng mức ngay trước suy thoái. Điểm ngoặt giữa hai pha này là đáy của chu kỳ kinh tế.
- Khi GDP thực tế tiếp tục tăng và bắt đầu lớn hơn mức ngay trước lúc suy thoái, nền kinh tế đang ở pha hưng thịnh (hay còn gọi là pha bùng nổ). Kết thúc pha hưng thịnh lại bắt đầu pha suy thoái mới. Điểm ngoặt từ pha hưng thịnh sang pha suy thoái mới gọi là đỉnh của chu kỳ kinh tế.

Thông thường, người ta chỉ nhận ra hai điểm đáy và đỉnh của chu kỳ kinh tế khi nền kinh tế đã sang pha tiếp sau điểm ngoặt với dấu hiệu là tốc độ tăng trưởng GDP thực tế đổi chiều giữa mức âm và mức dương. Trong thực tế, các nhà kinh tế học cố tìm cách nhận biết dấu hiệu của suy thoái vì nó tác động tiêu cực đến mọi mặt kinh tế, xã hội. Một số đặc điểm thường gặp của suy thoái là:
- Tiêu dùng giảm mạnh, hàng tồn kho của các loại hàng hóa lâu bền trong các doanh nghiệp tăng lên ngoài dự kiến. Việc này dẫn đến nhà sản xuất cắt giảm sản lượng kéo theo đầu tư vào trang thiết bị, nhà xưởng cũng giảm và kết quả là GDP thực tế giảm sút.
- Cầu về lao động giảm, đầu tiên là số ngày làm việc của người lao động giảm xuống tiếp theo là hiện tượng cắt giảm nhân công và tỷ lệ thất nghiệp tăng cao.
- Khi sản lượng giảm thì lạm phát sẽ chậm lại do giá đầu vào của sản xuất giảm bởi nguyên nhân cầu sút kém. Giá cả dịch vụ khó giảm nhưng cũng tăng không nhanh trong giai đoạn kinh tế suy thoái.
- Lợi nhuận của các doanh nghiệp giảm mạnh và giá chứng khoán thường giảm theo khi các nhà đầu tư cảm nhận được pha đi xuống của chu kỳ kinh doanh. Cầu về vốn cũng giảm đi làm cho lãi suất giảm xuống trong thời kỳ suy thoái.

Còn khi nền kinh tế hưng thịnh thì các dấu hiệu trên biến thiên theo chiều ngược lại.
Trước đây, một chu kỳ kinh doanh thường được cho là có bốn pha lần lượt là suy thoái, khủng hoảng, phục hồi và hưng thịnh. Ở Việt Nam, trong một số sách về kinh tế các nước tư bản chủ nghĩa, khi nói về chu kỳ kinh tế thường gọi tên bốn pha này là khủng hoảng, tiêu điều, phục hồi và hưng thịnh.
Tuy nhiên, trong nền kinh tế hiện đại, khủng hoảng theo nghĩa nền kinh tế trở nên tiêu điều, thất nghiệp tràn lan, các nhà máy đóng cửa hàng loạt, v.v... hiếm khi xảy ra do những biện pháp can thiệp của chính phủ để giảm nhẹ hậu quả. Vì thế, một số lý thuyết mới chỉ nói về 3 pha là suy thoái-phục hồi-hưng thịnh. Toàn bộ giai đoạn GDP giảm đi, tức là giai đoạn nền kinh tế thu hẹp lại, được gọi duy nhất là suy thoái.

## Ảnh hưởng của chu kỳ kinh tế
Chu kỳ kinh tế là những biến động không mang tính quy luật. Không có hai chu kỳ kinh tế nào hoàn toàn giống nhau và cũng chưa có công thức hay phương pháp nào dự báo chính xác thời gian, thời điểm của các chu kỳ kinh tế. Chính vì vậy chu kỳ kinh tế, đặc biệt là pha suy thoái sẽ khiến cho cả khu vực công cộng lẫn khu vực tư nhân gặp nhiều khó khăn. Khi có suy thoái, sản lượng giảm sút, tỷ lệ thất nghiệp tăng cao, các thị trường từ hàng hóa dịch vụ cho đến thị trường vốn...thu hẹp dẫn đến những hậu quả tiêu cực về kinh tế, xã hội.

## Nguyên nhân và biện pháp đối phó với chu kỳ kinh tế

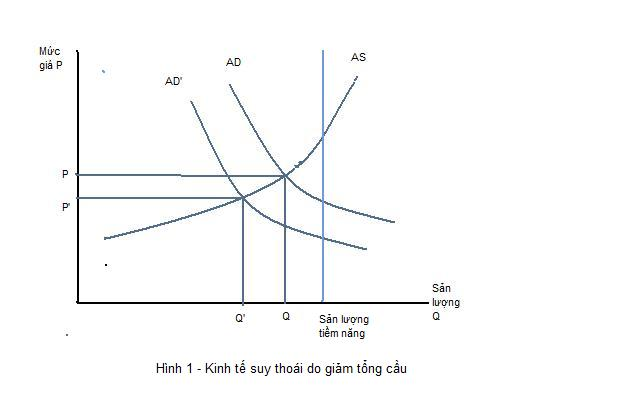
Suy thoái do cầu

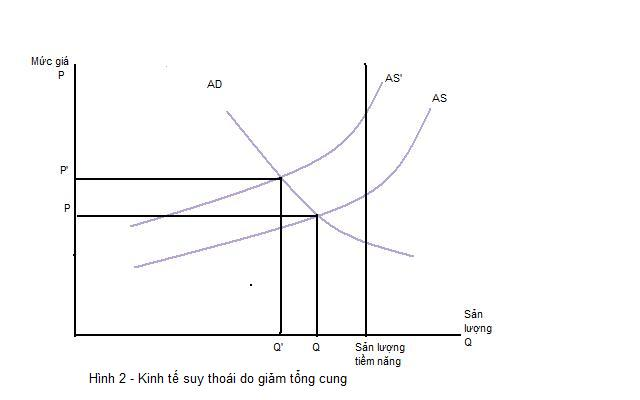
Suy thoái do cung

Chu kỳ kinh tế khiến cho kế hoạch kinh doanh của khu vực tư nhân và kế hoạch kinh tế của nhà nước gặp khó khăn. Việc làm và lạm phát cũng thường biến động theo chu kỳ kinh tế. Đặc biệt là trong những pha suy thoái, nền kinh tế và xã hội phải gánh chịu những tổn thất, chi phí khổng lồ. Vì thế, chống chu kỳ là nhiệm vụ được nhà nước đặt ra. Tuy nhiên, vì cách lý giải nguyên nhân gây ra chu kỳ giữa các trường phái kinh tế học vĩ mô không giống nhau, nên biện pháp chống chu kỳ mà họ đề xuất cũng khác nhau.
- Chủ nghĩa Keynes cho rằng chu kỳ kinh tế hình thành do thị trường không hoàn hảo, khiến cho tổng cầu biến động mà thành. Do đó, biện pháp chống chu kỳ là sử dụng chính sách quản lý tổng cầu. Khi nền kinh tế thu hẹp, thì sử dụng các chính sách tài chính và chính sách tiền tệ nới lỏng. Khi nền kinh tế khuếch trương thì lại chuyển hướng các chính sách đó sang thắt chặt. Hình 1 minh họa một sự suy thoái do tổng cầu giảm: tổng cầu dịch chuyển từ AD sang AD' khiến cho sản lượng giảm từ Q xuống Q' và giá cả giảm từ P đến P' (lạm phát giảm).
- Các trường phái theo chủ nghĩa kinh tế tự do mới thì cho rằng sở dĩ có chu kỳ là do sự can thiệp của chính phủ hoặc do những cú sốc cung ngoài dự tính. Vì thế, để không xảy ra chu kỳ hoặc để nền kinh tế nhanh chóng điều chỉnh sau các cú sốc cung, chính phủ không nên can thiệp gì cả. Hình 2 minh họa một trường hợp suy thoái do tổng cung giảm: vì lý do nào đó (ví dụ giá đầu vào tăng đột biến) tổng cung giảm từ AS xuống AS' khiến cho sản lượng giảm từ Q xuống Q' nhưng giá cả lại tăng từ P lên P' (lạm phát tăng).

Một số lý thuyết chính lý giải nguyên nhân của chu kỳ kinh tế là:
- Ngoại sinh và Nội sinh: Trong trường hợp đầu tiên, các cú sốc là ngẫu nhiên, trong trường hợp thứ hai, các cú sốc là hỗn loạn một cách xác định và gắn liền với hệ thống kinh tế.
- Lý thuyết tiền tệ: cho rằng chu kỳ kinh tế là do sự mở rộng hay thắt chặt của chính sách tiền tệ và tín dụng. Đại diện tiêu biểu của lý thuyết này là nhà kinh tế học đoạt giải Nobel kinh tế năm 1976, người đứng đầu trường phái Chicago Milton Friedman. Lý thuyết này tỏ ra phù hợp với cuộc suy thoái của kinh tế Hoa Kỳ 1981-1982 khi Cục Dự trữ Liên bang tăng lãi suất danh nghĩa tới 18% để chống lạm phát.
- Mô hình gia tốc - số nhân: do Paul Samuelson đưa ra, mô hình này cho rằng các biến động ngoại sinh được lan truyền theo cơ chế số nhân kết hợp với sự gia tốc trong đầu tư tạo ra những dao động có tính chu kỳ của GDP.
- Lý thuyết chính trị: đại diện là các nhà kinh tế học William Nordhaus, Michał Kalecki,... Lý thuyết này quy cho các chính trị gia là nguyên nhân gây ra chu kỳ kinh tế vì họ hướng các chính sách tài khóa và tiền tệ để có thể thắng cử.
- Lý thuyết chu kỳ kinh doanh cân bằng: với những đại diện như Robert Lucas, Jr., Robert Barro, Thomas Sargent...phát biểu rằng những nhận thức sai lầm về sự vận động của giá cả, tiền lương đã khiến cho cung về lao động quá nhiều hoặc quá ít dẫn đến các chu kỳ của sản lượng và việc làm. Một trong những phiên bản của lý thuyết này là tỷ lệ thất nghiệp cao trong suy thoái là do mức lương thực tế của công nhân cao hơn mức cân bằng của thị trường lao động.
- Lý thuyết chu kỳ kinh doanh thực tế: lập luận rằng những biến động tích cực hay tiêu cực về năng suất lao động trong một khu vực có thể lan tỏa trong nền kinh tế và gây ra những dao động có tính chu kỳ. Những người ủng hộ lý thuyết này là nhà kinh tế học đoạt giải Nobel năm 2004 Edward Prescott, Charles Prosser,...

Tuy vậy, cho dù mỗi lý thuyết trên đây đều có tính hiện thực, không có lý thuyết nào tỏ ra đúng đắn ở mọi lúc, mọi nơi.
Ngày nay, quan sát các chu kỳ kinh tế ở các nền kinh tế công nghiệp phát triển, người ta phát hiện ra hiện tượng pha suy thoái càng ngày càng ngắn về thời gian và nhẹ về mức độ thu hẹp của GDP thực tế. Một trong những nguyên nhân quan trọng là chính phủ các nước này đã hiểu biết và vận dụng tốt hơn những hiểu biết về kinh tế vĩ mô. Bằng cách kết hợp giữa chính sách tài khóa và chính sách tiền tệ, nhà nước có thể ngăn chặn một cuộc suy thoái biến thành khủng hoảng. Chu kỳ kinh doanh khốc liệt tàn phá chủ nghĩa tư bản trong những thời kỳ đầu của chủ nghĩa tư bản đã được giảm nhẹ hậu quả, dù không hoàn toàn triệt tiêu

## Giảm thiểu suy thoái kinh tế
Nhiều chỉ số xã hội, chẳng hạn như sức khỏe tâm thần, tội phạm và tự tử, trở nên tồi tệ hơn trong thời kỳ suy thoái kinh tế (mặc dù tỷ lệ tử vong nói chung có xu hướng giảm, và nó đang mở rộng khi nó có xu hướng tăng lên). Do thời kỳ kinh tế đình trệ gây đau đớn cho nhiều người mất việc làm, nên các chính phủ thường có áp lực chính trị để giảm thiểu suy thoái. Kể từ những năm 1940, sau cuộc cách mạng Keynes , hầu hết các chính phủ của các quốc gia phát triển đã coi việc giảm thiểu chu kỳ kinh doanh là một phần trách nhiệm của chính phủ, theo tiêu chuẩn của chính sách ổn định.
Vì theo quan điểm của Keynes, suy thoái là do tổng cầu không đủ, khi suy thoái xảy ra, chính phủ nên tăng lượng tổng cầu và đưa nền kinh tế trở lại trạng thái cân bằng. Điều này chính phủ có thể làm theo hai cách, thứ nhất bằng cách tăng cung tiền ( chính sách tiền tệ mở rộng ) và thứ hai bằng cách tăng chi tiêu của chính phủ hoặc cắt giảm thuế (chính sách tài khóa mở rộng).
Ngược lại, một số nhà kinh tế, đặc biệt là nhà kinh tế Tân cổ điển Robert Lucas , cho rằng chi phí phúc lợi của các chu kỳ kinh doanh là rất nhỏ đến mức không đáng kể, và rằng các chính phủ nên tập trung vào tăng trưởng dài hạn thay vì ổn định.
Tuy nhiên, ngay cả theo lý thuyết của Keynes , quản lý chính sách kinh tế để làm suôn sẻ chu kỳ là một nhiệm vụ khó khăn trong một xã hội có nền kinh tế phức tạp. Một số nhà lý thuyết, đặc biệt là những người tin vào kinh tế học Mác xít , tin rằng khó khăn này là không thể vượt qua. Karl Marx tuyên bố rằng các cuộc khủng hoảng chu kỳ kinh doanh tái diễn là kết quả tất yếu của các hoạt động của hệ thống tư bản . Theo quan điểm này, tất cả những gì chính phủ có thể làm là thay đổi thời gian của các cuộc khủng hoảng kinh tế. Cuộc khủng hoảng cũng có thể biểu hiện dưới một hình thức khác , ví dụ như lạm phát nghiêm trọng hoặc gia tăng đều đặnthâm hụt của chính phủ . Tệ hơn nữa, bằng cách trì hoãn một cuộc khủng hoảng, chính sách của chính phủ được coi là làm cho nó trở nên kịch tính hơn và do đó trở nên đau đớn hơn.
Ngoài ra, kể từ những năm 1960, các nhà kinh tế học tân cổ điển đã hạ thấp khả năng quản lý nền kinh tế của các chính sách Keynes. Kể từ những năm 1960, các nhà kinh tế học như Milton Friedman và Edmund Phelps từng đoạt giải Nobel đã đưa ra lập luận của họ rằng kỳ vọng lạm phát phủ định đường cong Phillips về lâu dài. Lạm phát đình trệ những năm 1970 đã hỗ trợ đáng kể cho các lý thuyết của họ trong khi chứng tỏ tình thế khó xử đối với các chính sách của Keynes, vốn dường như đòi hỏi cả các chính sách mở rộng để giảm thiểu suy thoái và các chính sách điều chỉnh để giảm lạm phát. Friedman đã đi xa đến mức lập luận rằng tất cả các ngân hàng trung ương của một quốc gia nên làm là tránh mắc phải những sai lầm lớn, như ông tin rằng họ đã làm bằng cách cắt giảm cung tiền rất nhanh khi đối mặt với cuộc khủng hoảng Phố Wall năm 1929 , trong đó họ đã biến điều mà lẽ ra là suy thoái thành cuộc Đại suy thoái .

## Dự báo chu kỳ kinh tế
Các chuyên gia kinh tế đã tìm cách xây dựng và phát triển công cụ dự báo những thay đổi trong nền kinh tế. Những mô hình đơn giản nhất dựa trên số liệu dễ thu thập như sản lượng một số tư liệu sản xuất quan trọng (thép,...), khối lượng hàng hóa vận chuyển... rồi công thức hóa số liệu thống kê để đưa ra chỉ số có tính chất dự báo. Dần dần, với sự phát triển của công nghệ thông tin, người ta đã xây dựng những mô hình kinh tế lượng phức tạp với hàng chục nghìn biến số cùng những hệ phương trình phức tạp để dự báo. Đi tiên phong trong sự phát triển công cụ dự báo là những nhà kinh tế học Jan Tinbergen (giải Nobel năm 1969), Lawrence Klein (giải Nobel năm 1980). Nhờ đó, dự báo biến động kinh tế vĩ mô đã có độ tin cậy lớn hơn mặc dù nó chưa đạt độ chính xác cao khi có những thay đổi về những chính sách lớn.

## Các loại chu kỳ kinh tế khác
Ngoài chu kỳ kinh tế như vừa trình bày, kinh tế học còn nói đến chu kỳ Juglar, chu kỳ Kuznets, chu kỳ Kondratiev và chu kỳ Kitchen. Tuy nhiên, ngày nay người ta hầu như không dùng các chu kỳ này để mô tả xu thế biến động kinh tế nữa do chúng không còn phù hợp với điều kiện hiện đại.
Kinh tế chính trị Marx-Lenin cho rằng một chu kỳ kinh tế của nền kinh tế tư bản chủ nghĩa gồm bốn pha là: khủng hoảng, tiêu điều, phục hồi và hưng thịnh.